# Slavnost
Slavnost je  veřejné shromáždění lidí na počest nějaké události. Synonymum, užívané zejména pro přehlídky uměleckých děl, je festival.
Výraz má významově velmi široké rozpětí od původního liturgického až po lidové a výlučně komerční slavnosti. 

## Příklady typů slavností
- Liturgické slavnosti (např. Slavnost Zmrtvýchvstání Páně, Slavnost Těla a Krve Páně, Svatojánské slavnosti Navalis)
- Kulturní slavnosti (např. Letní shakespearovské slavnosti, Hudební slavnosti v Bayreuthu)
- Městské (historické) slavnosti (např. Slavnosti pětilisté růže)
- Lidové slavnosti (viz např. České lidové svátky)
- Komerční slavnosti (např. Oktoberfest)
- Soukromé slavnosti (na počest konkrétní osoby, večírky/party)

## Slavnosti v umění (příklady)
- Zahradní slavnost - divadelní hra Václava Havla
- O slavnosti a hostech československý film režiséra Jana Němce z roku 1966
- Slavnosti sněženek (kniha) - kniha od Bohumila Hrabala a stejnojmenný film režiséra Jiřího Menzela
- Růžencová slavnost - obraz Albrechta Dürera